# 혼초 신호장
혼초 신호장(일본어: 本町信号場, ほんちょうしんごうじょう)은 일본 도쿄도 고다이라시에 있는 신호장이다.
출퇴근 시간대의 열차교행을 목적으로 설치되었다.

## 역사
- 1966년 7월 1일: 사용 개시.